# Буонаюти, Телемако
Телемако Буонаюти (итал. Telemaco Buonaiuti; 18 апреля 1801, Флоренция — 5 апреля 1881, Флоренция) — итальянский архитектор и гравёр.
Дебютировал в печати как гравёр, чьими акватинтами сопровождалась книга Джузеппе Дель Россо «Учебный день во Фьезоле» (итал. Una giornata d'istruzione a Fiesole). Первым крупным достижением Буонаюти в архитектуре стала постройка во Флоренции торгового комплекса по заказу собственного отца: Рынок Буонаюти (итал. Bazar Buonajuti), двухэтажное сооружение с внутренним балконом, открылся в 1834 году посещением великого герцога Леопольда II и сразу стал одной из архитектурных достопримечательностей города. Далее Буонаюти работал над реконструкцией Дворца Пуччи, пристроив к старому зданию колонны и балконы.

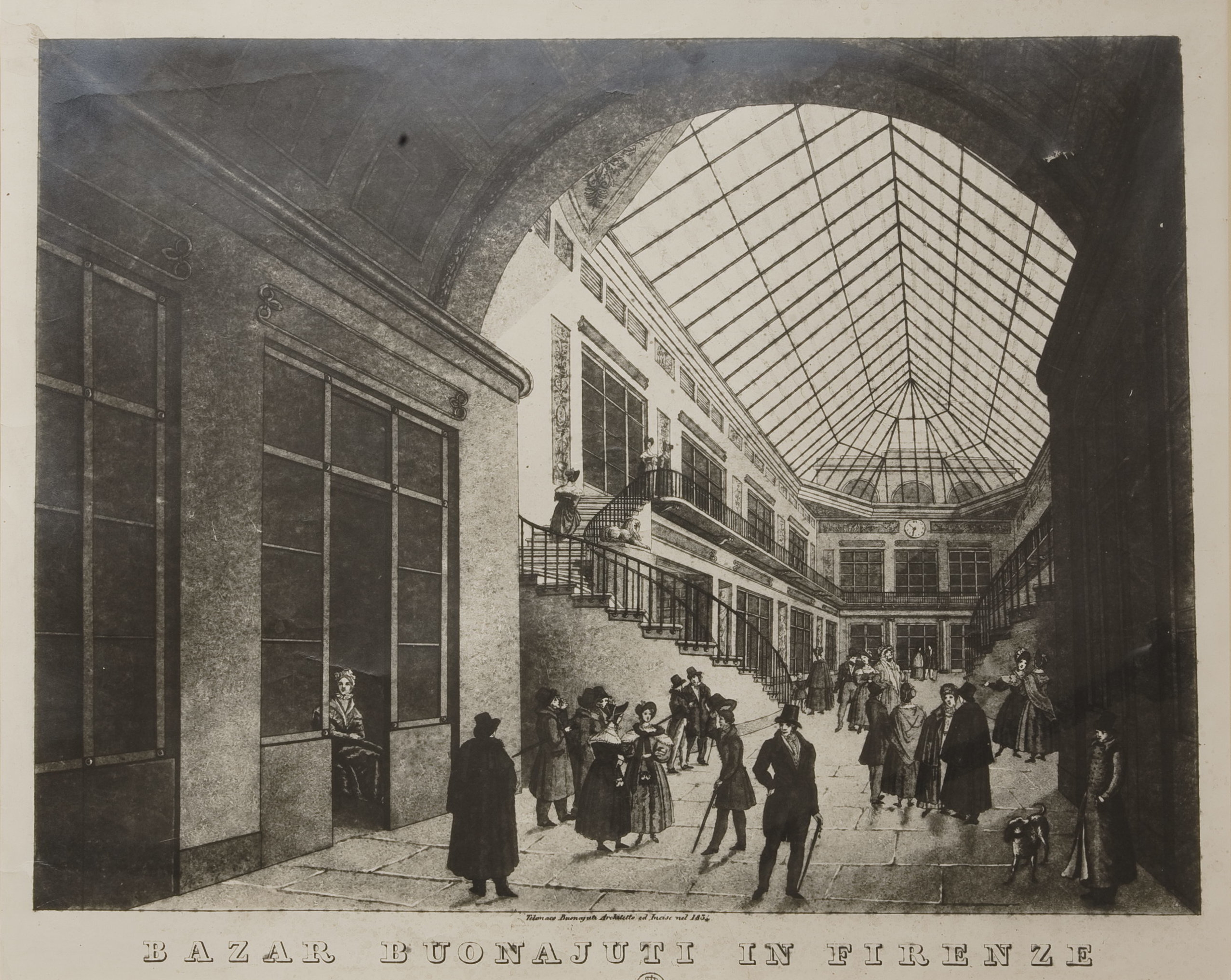
Открытие Рынка Буонаюти. Гравюра 1834 года

Два наиболее важных сооружения Буонаюти — флорентийские театры. В 1854 году он начал работу над Театром Верди, а в 1862 году построил открытый Амфитеатр Виктора Эммануила на 6000 мест, ставший площадкой для важнейших в городе оперных постановок. Со временем городская администрация предложила Буонаюти перекрыть амфитеатр крышей, однако архитектор отказался, и эту работу выполнил уже после его смерти инженер Гульельмо Галанти, благодаря чему и возник Муниципальный театр Флоренции в его современном виде.